# Marina Weisband

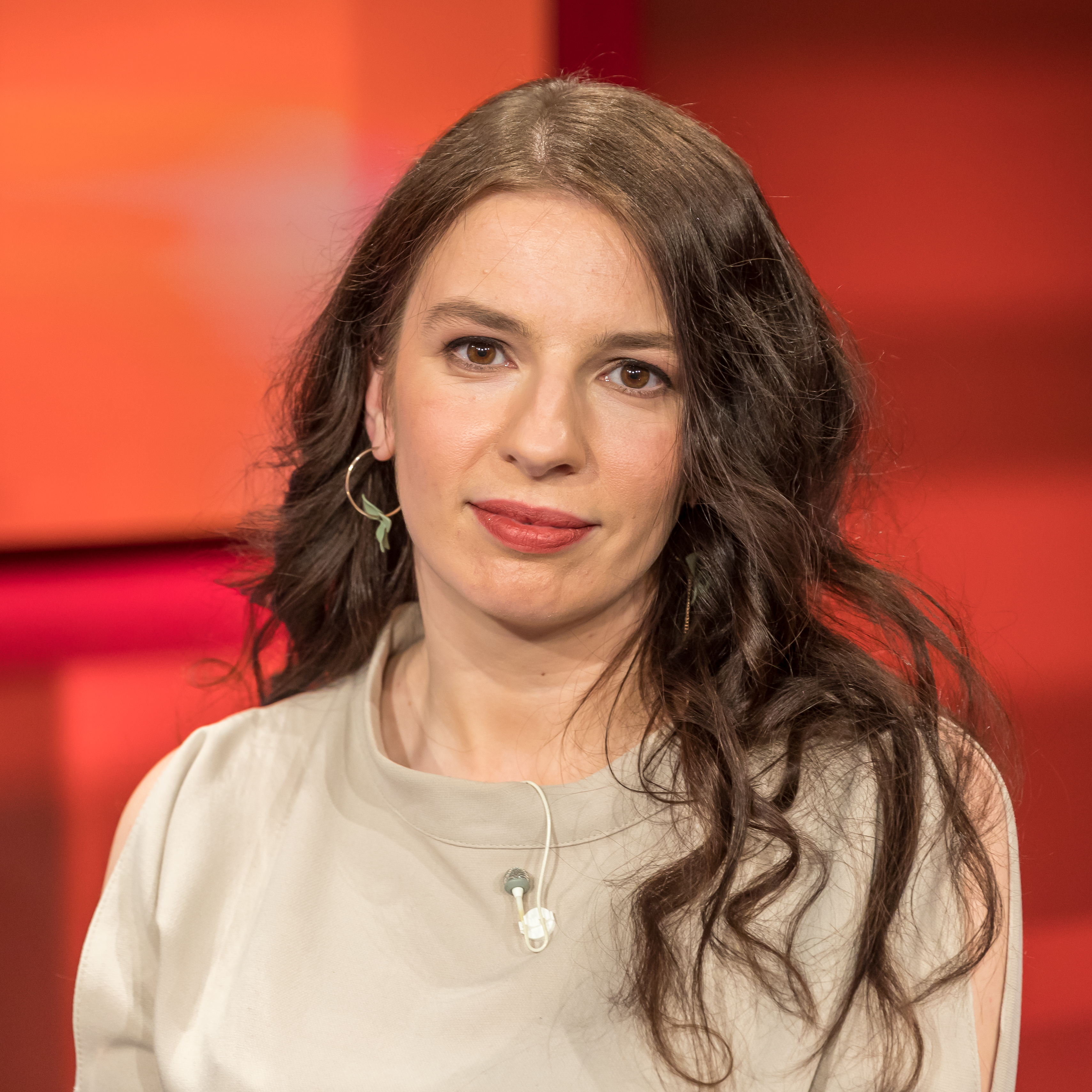
Marina Weisband, 2020

Marina Weisband (Kiev, 4 ottobre 1987) è una politica tedesca, già segretario generale del Partito Pirata tedesco.

## Biografia
Marina Weisband è nata in Ucraina e vive in Germania dal 1994. Entra nel Partito Pirata nel 2009. Il 15 maggio 2011 viene eletta segretario generale del partito, succedendo a Christopher Lauer. Ha strutturato il partito, fissato gli statuti e organizzato il dibattito interno sviluppando quello che lei chiama Liquid Feedback che, a suo avviso, permette a ciascuno di  «far proposte e reagire» grazie ad internet. Caratteristica del partito, ha affermato è uno "stile politico totalmente nuovo". Per caratterizzare la differenza rispetto agli altri partiti ha detto: "non offriamo un programma ma un sistema operativo (Betriebssystem)".
Il 25 gennaio 2012 si è ritirata dall'incarico per ragioni di salute e per il desiderio di terminare i suoi studi in Psicologia presso la Westfälische Wilhelms-Universität di Münster.